# Gladiolus usambarensis
Gladiolus usambarensis là một loài thực vật có hoa trong họ Diên vĩ. Loài này được Marais ex Goldblatt miêu tả khoa học đầu tiên năm 1996.